# Okres
Okres er et tjekkisk og slovakisk ord som betyder «distrikt». Det kommer fra det gammel-slaviske окрьсть – omkring. Okres er en betegnelse på administrative enheder i Tjekkiet og Slovakiet.
De første distrikter blev i begge lande oprettet efter en beslutning Habsburgmonarkiet tog i 1850. Fra 1860-erne var distrikterne også kendt som processus (slúžnovský okres) i Slovakia. I løbet af de næste tiår kom måden distrikterne var organiseret på og hvordan de fungerede til at ændre sig, så den ikke længere var ens for alle distrikterne. Først i 1918, da Tjekkoslovakiet blev til, blev der igen indført en standard for alle. Efter at Tsjekkoslovakiet blev opløst i 1993, fortsatte de to stater som da opstod med at  bruge distrikts-systemet.